# (33812) 1999 XS173
1999 XS173 (asteroide 33812) é um asteroide da cintura principal. Possui uma excentricidade de 0.26788840 e uma inclinação de 13.17769º.
Este asteroide foi descoberto no dia 10 de dezembro de 1999 por LINEAR em Socorro.